# ابن الصائغ (خطاط)
ابن الصائغ (769 - 845 هـ / 1367 - 1442 م) هو شيخ الخطاطين في عصره، من أهل القاهرة.
هو عبد الرحمن بن يوسف، زين الدين القاهري، ابن الصائغ. نسخ الكثير من الكتب والمصاحف. له «تحفة أولي الألباب في صناعة الخط والكتاب»، وقد طبع الكتاب سنة 1981 م عن دار بو سلامة للطباعة والنشر والتوزيع بتحقيق من هلال ناجي.